# 勐腊新木姜子
勐腊新木姜子（学名：Neolitsea menglaensis）为樟科新木姜子属下的一个种。

## 扩展阅读
- 維基物種上的相關：勐腊新木姜子